# Vittorio Staccione
Vittorio Staccione (* 9. April 1904 in Turin; † 16. März 1945 im KZ Gusen) war ein italienischer Fußballspieler.

## Werdegang
Der aus einem sozialistischen Haushalt stammende Staccione wurde als Elfjähriger von Heinrich Bachmann entdeckt und in die Nachwuchsmannschaft des Foot Ball Club Torino aufgenommen. Im Februar 1924 debütierte er in einem Spiel gegen Hellas Verona in der Wettkampfmannschaft. Nach einer Spielzeit beim lombardischen Konkurrenten US Cremonese war er ab 1925 wieder für den Turiner Klub aktiv. In der Meisterschaft 1926/27 debütierte sein jüngerer Bruder Eugenio an seiner Seite, beide waren jedoch unter Trainer Imre Schöffer häufig nicht erste Wahl. Der Meistertitel wurde dem Klub nach einer Manipulation im Saisonverlauf nachträglich aberkannt.
Staccione wechselte zum AC Florenz, wo er eine der tragenden Säulen in den Anfangsjahren des Klubs wurde. In der Debütsaison der Serie B platzierte er sich mit dem Klub als Tabellenvierter, am Ende der Spielzeit 1930/31 gelang als Zweitligameister der Aufstieg in die Serie A. Nach einem Schicksalsschlag, seine Frau verstarb gemeinsam mit der Tochter kurz nach deren Geburt, wechselte er innerhalb der Serie B zu Cosenza Calcio, wo später sein vormaliger Turiner Mitspieler Mihály Balacics ihn trainierte. 
Nach dem Ende seiner Fußballkarriere 1934 kehrte Staccione nach Turin zurück und arbeitete bei FIAT. Nach der Organisation eines Streiks im März 1944 wurde er von der Polizei festgenommen und an die SS übergeben. Am 16. März wurde er gemeinsam mit seinem älteren Bruder Francesco, der zusammen mit ihm festgenommen wurde, ins KZ Mauthausen deportiert, wo er am 20. März ankam. Gemeinsam mit Ferdinando Valletti, vormaliger Mittelfeldspieler des AC Mailand, wurde er teilweise in der Fußballmannschaft des Lagers eingesetzt. Nach einem Jahr wurde er ins KZ Gusen verlegt. Dort verursachte eine Attacke einer Wache eine tiefe Beinverletzung. Ohne notwendige medizinische Behandlung erkrankte er an Wundbrand und starb im Konzentrationslager an einer Sepsis.
Im Januar 2019 wurde zu Ehren Stacciones in Turin von Gunter Demnig ein Stolperstein im Beisein von unter anderem einem Vertreter der Stadt sowie des FC Turin verlegt. Am Stadio Giovanni Zini erinnert eine Marmorplatte mit einer Bronzearbeit des Bildhauers Mario Coppetti an Sportler aus Cremona, die Opfer des faschistischen italienischen Regimes wurden; darunter wird auch Staccione genannt.